# Сираюки (эсминец, 1928)
«Сираюки» (яп. 白雪 Чистый снег) — японский эсминец типа «Фубуки».
Заложен на Верфи Мицубиси, Иокогама 19 марта 1927 года. Спущен на воду 20 марта 1928 года. Вошел в строй 18 декабря 1928 года.
Потоплен 3 марта 1943 года американской авиацией во время сражения в море Бисмарка, в точке с координатами 07°15′ ю. ш. 148°30′ в. д.. Исключён из списков 1 апреля 1943 года.